# Deșeu
Deșeurile sunt resturi materiale rezultate dintr-un proces tehnologic (sau casnic) de realizare a unui anumit produs, care nu mai pot fi valorificate direct în realizarea produsului respectiv.
Ele pot fi substanțe, materiale, obiecte, resturi de materii prime provenite din activitățile economice, menajere și de consum.
Majoritatea activităților umane reprezintă și surse de producere de deșeuri.

## Tipuri de deșeuri după domeniu sau caracter
- Deșeuri menajere - deșeuri provenite din activitățile casnice și de consum.
- Deșeuri de producție - deșeuri rezultate în urma unor procese tehnologice.
- Deșeuri periculoase - reprezintă deșeurile care sunt periculoase pentru sănătatea populatiei si mediului înconjurator. Din acestea fac parte deșeurile toxice și inflamabile, explozive, corozive, infecțioase și altele.
- Deșeuri toxice.
- Deșeuri animaliere - sunt cele care se formează la creșterea și îngrijirea animalelor.
- Deșeuri de construcție – sunt cele formate la întreprinderile și organizațiile ce extrag sau/și utilizează materiale de construcție.